# Moerenhoutia
Moerenhoutia é um género botânico pertencente à família das orquídeas (Orchidaceae).